# Abdelhamid Abaaoud
Abdelhamid Abaaoud (àrab: عبد الحميد عبود)  (Anderlecht, 8 d'abril de 1987 - Saint-Denis, 18 de novembre de 2015) fou un terrorista islamista belga sospitós d'organitzar múltiples atacs terroristes a Bèlgica i França, incloent l'atemptat de París de novembre de 2015. Abaaoud també era conegut pel nom d'Abou Omar Soussi i Abou Omar el-Beljiki o el-Baljiki (El belga, en àrab).

## Biografia
Abaaoud, fou un dels sis fills d'Omar Abaaoud, un botiguer que va emigrar a Bèlgica des del Marroc el 1975. Abbaoud va créixer a Molenbeek, un districte de Brussel·les, una àrea on "
la ideologia salafista radical ha florit entre alguns joves musulmans". Va assistir a l'elitiste Collège Sant-Pierre d'Uccle com a mínim un any. Anteriorment havia estat un temps a la presó a Saint Gilles. El 2013, va reclutar el seu germà, llavors de 13 anys, Younes per unir-se amb ell a Síria. Se'n van anar a Síria el 19 de gener de 2014, i va ser condemnat per segrest. Anteriorment havia estat condemnat per robatori.
El 2014, els periodistes independents Etienne Huver i Guillaume Lhotellier van visitar la frontera de Turquia amb Síria on van obtenir fotos i vídeos d'Abaaoud del període que era a Síria. Unes escenes d'aquest material mostraven Abaaoud i altres com carregaven cadàvers ensangonats en un camió i els arrossegaven davant Abaaoud que, amb un somriure li va dir a la càmera : «Abans remolcàvem motos d'aigua, motos, quads, grans remolcs plens de regals per a les vacances al Marroc. Ara, afortunadament, seguint el camí de Déu, estem remolcant apòstates, infidels que lluiten contra nosaltres..»
Les autoritats belgues sospitaven d'ell per ajudar a organitzar i finançar una cèl·lula terrorista a Verviers. Aquesta cèl·lula va ser assaltada el 15 de gener de 2015 i dos membres van morir. En una entrevista a la revista Dabiq, Abaaoud difonia a les xarxes de comunicació socials que hi havia anat a Bèlgica per dirigir la cèl·lula, però va fugir un altre cop a Síria, fins i tot va ser aturat per un agent de policia que va revisar la foto però no el va identificar. El juliol 2015, després d'un batuda policial, va ser condemnat in absentia per 20 anys per un jutge belga per organitzar terrorisme. Abaaoud fou també sospitós de participar de l'atac intentat per Sid Ahmed Ghlam a una església de Villejuif prop de París l'abril de 2015, com també d'organitzar l'atac frustrat al tren Thalys, el 21 d'agost de 2015.
El 16 de novembre de 2015, segons The New York Times, la seguretat francesa i belga van identificar Abaaoud, qui creien que va ser el dirigent dels atemptats de novembre 2015 a Paris. Al-Baljiki va fer comentaris a Dabiq, la revista de l'ISIS, on feia referència a la seva intenció de combatre «els croats».
El 18 de novembre de 2015 les autoritats franceses van realitzar una batuda que va acabar amb cinc agents de policia d'elit, i dos morts i cinc arrests entre el terroristes. La batuda va tenir lloc en el suburbi de Sant-Denis de París i apuntava a Abaaoud. Després d'anunciar i desmentir que Abaaoud havia mort a la batuda, les autoritats franceses van confirmar definitivament la seva mort a les 24 hores d'haver acabat la investigació.